# 戈麦
戈麦（1967年8月8日—1991年9月24日）是一位中国现代诗人。

## 生平
本名褚福军，1967年生于黑龙江省萝北县宝泉岭农场，祖籍山东省巨野县，家中五个孩子排名最小。1985年考入北京大学中文系，1989年毕业后在中国文学出版社任职。戈麦在四年内写下了数百篇诗歌作品、小说和札记。1991年9月24日身负石块自沉于北京西郊万泉河，时年仅24岁。在投河前将装有全部手稿的黑包扔进未名湖北面的公厕，被人发现时已浸泡多日。经过生前好友的精心整理，终于1999年得以在上海三联书店出版。
曾轰动一时的北大“猪肉王子”、《屠夫看世界》的作者陆步轩与戈麦是北大同学。

## 主要作品
- 《慧星——戈麦诗集》
- 《戈麦诗选》
- 《铁与砂》